# Triana (Sevilla)
Triana is een wijk in het westelijk deel van de Spaanse stad Sevilla. Triana wordt van Sevilla gescheiden door een arm van de Guadalquivir die de stad van noord naar zuid doorkruist.
Triana is vooral bekend om de daar gevestigde fabrikanten van aardewerk en azulejos maar ook omwille van de daar geboren stierenvechters zoals
Juan Belmonte, Antonio Montes en Chicuelo (Manuel Jiménez Moreno) en de zangers en dansers van de flamenco. Tot 1970 woonden hier ook een groot aantal zigeuners die verdreven werden onder druk van de immobiliënmarkt.
In het noorden ligt Isla Mágica, een attractiepark, vlak bij de terreinen waar een deel van de wereldtentoonstelling Expo '92 werd gehouden.
Een van de blikvangers van Triana is de Torre Triana, waarbij haar architect Francisco Javier Sáenz de Oiza zich door de Engelenburcht van Rome liet inspireren. In dit gebouw uit 1993 zetelt de administratie van de Junta de Andalucía.
Iedere zondagmorgen wordt er een straatmarkt georganiseerd aan de Puerta de Triana, aan de oever van de Guadalquivir.

## Etymologie
Triana zou verwijzen naar de Romeinse keizer Trajanus die vlakbij, in Italica werd geboren, de oudste Romeinse vestiging op het Iberisch schiereiland. Een andere versie alludeert op drie rivieren (tria Latijn voor drie en ana Keltisch voor rivier). Het noordelijk deel van Triana ligt nog steeds tussen twee armen van de Guadalquivir, waar ook het Olympisch stadion van Sevilla werd gebouwd.

## Bruggen over de Guadalquivir
Een aantal bruggen vormen een vaste verbinding met het centrum (van noord naar zuid):
- de Puente del Alamillo, een ontwerp van Santiago Calatrava
- de Puente de la Barqueta
- de Pasarela de la Cartuja, genoemd naar het dichtbijgelegen Monasterio de la Cartuja in Triana
- de Puente del Cristo de la Expiración
- de Puente de Isabel II, meestal puente de Triana genoemd

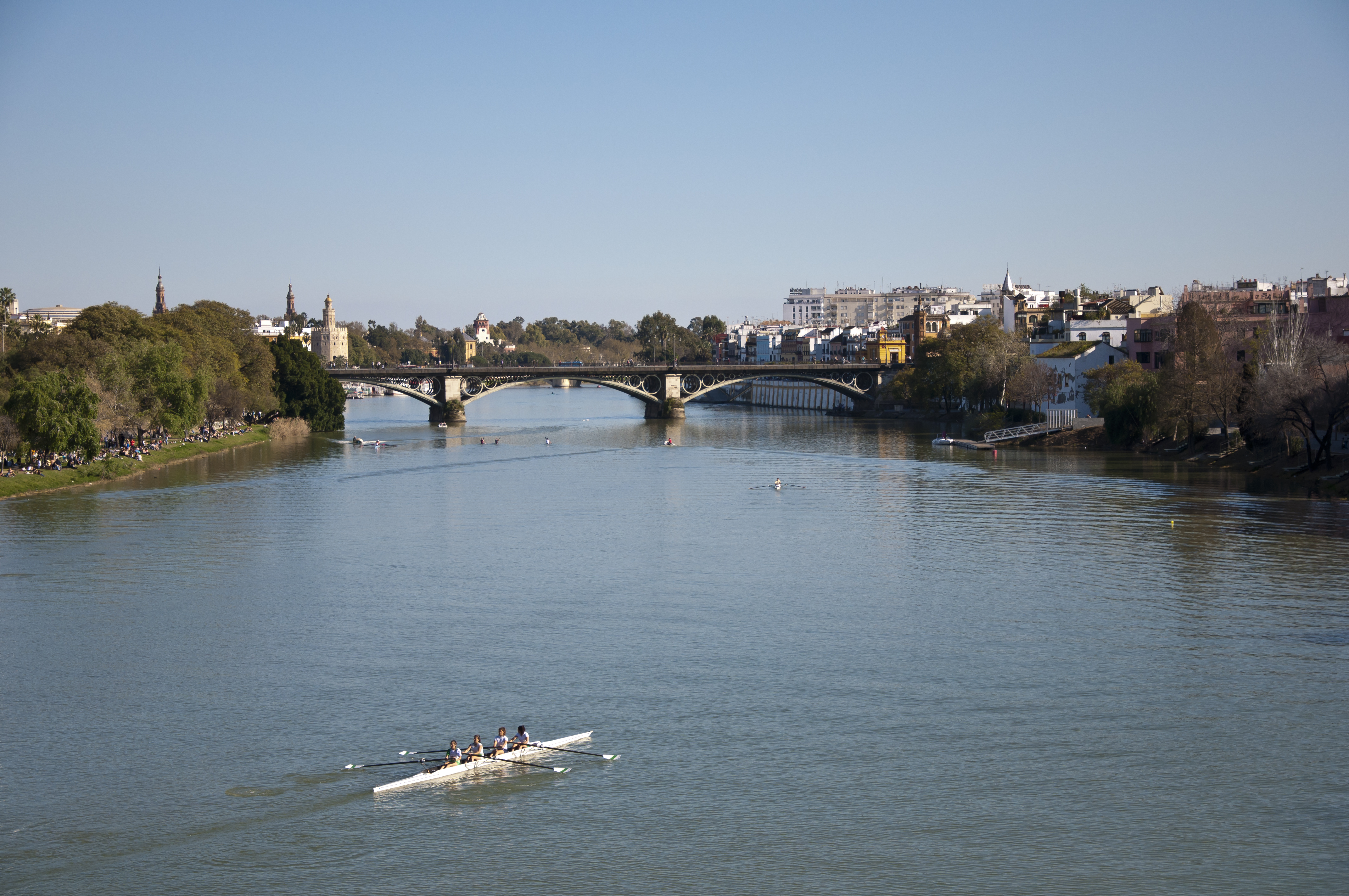
de Puente de Isabel II vanaf de puente del Cristo de la Expiración met rechts Triana
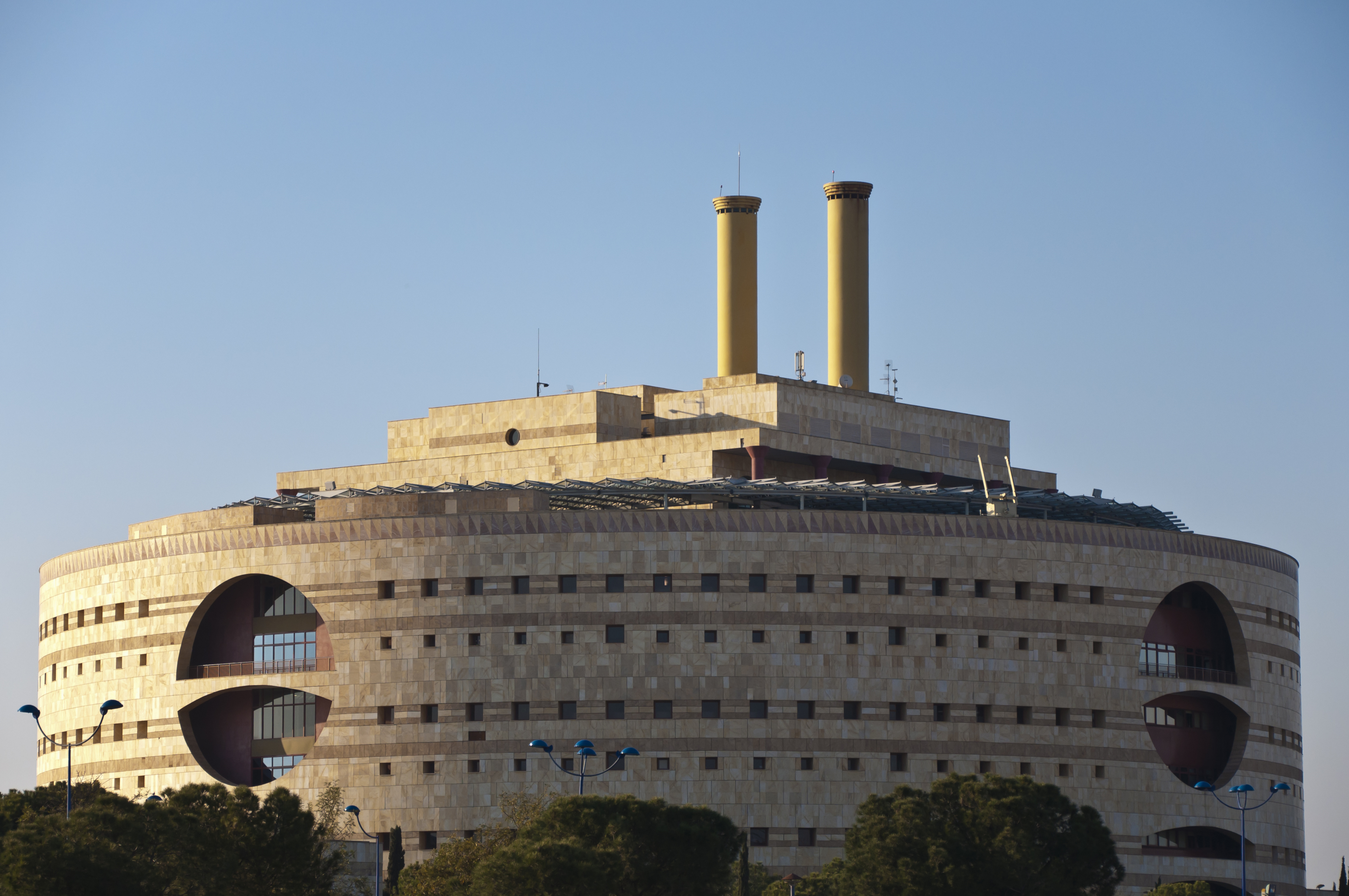
Torre Triana
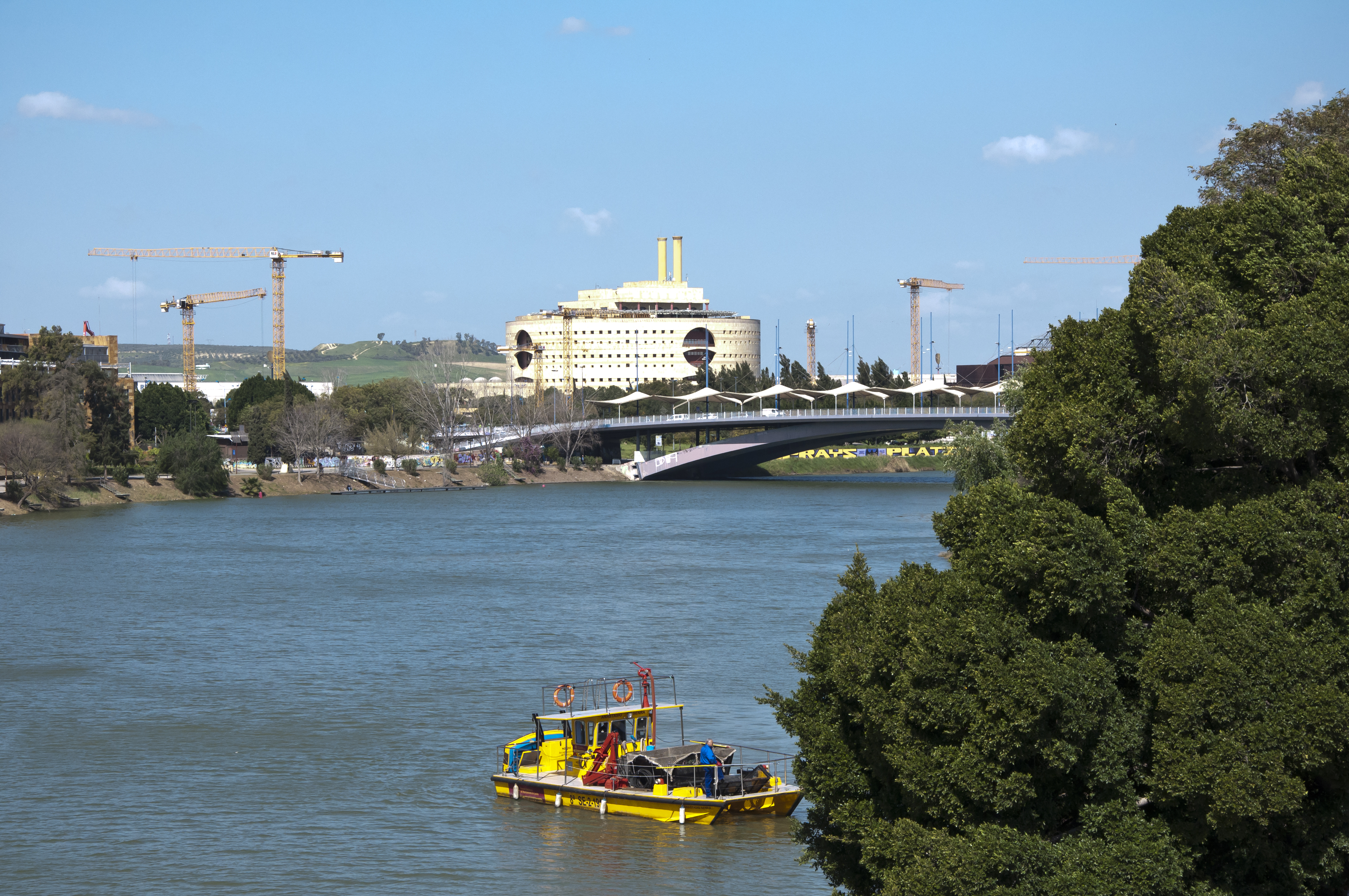
De Puente del Cristo de la Expiración met de Torre Triana

## Geboren
- Rodrigo de Bastidas (ca. 1460-1527), Spaans ontdekkingsreiziger